# ماريا نيو
هي ماريا ياندولو نيو (بالإنجليزية: Maria New) تعمل أستاذة طب الأطفال واستاذةعلم الجينوم وعلم الوراثة بكلية الطب إيكان بجبل سيناء في مدينة نيويورك. وهي خبيرة في تضخم الغدة الكظرية الخلقي (CAH)، وتعريفهاهي حالة وراثية يولد بها الأطفال تؤثرعلى الغدة الكظرية لديهم ووظيفتها يمكن أن تؤثر على التطور الجنسي. 

## التعليم الطبي
حصلت ماريا نيو في رحلتها التعليمية على شهادتها الجامعية من كليةالطب MD من جامعة كورنيل في إيثاكا، نيويورك، في عام 1950، وحصلت ايضاعلى دكتوراه في الطب من كلية بيرلمان للطب في جامعة بنسلفانيا في فيلادلفيا عام 1954. أكملت فترة تدريبها وعملها في الطب في مستشفى بلفيو في نيويورك، تليها إالتحاق في طب الأطفال في مستشفى نيويورك. في الفترة من 1957-1958ولم تكتفي بل اكملت دراسة وظائف الكلي اثناء عملها تحت درجة الزمالة من المعاهد الوطنية للصحة (NIH). كانت طبيبة أطفال بحثية في مجموعة دراسة مرض السكري من برنامج تعليم الرعاية الشاملة في مستشفى نيويورك - مركز كورنيل الطبي من 1958 إلى 1961، وقد حصلت على زمالة NIH ثانية تحت رالف إيها بيترسون من 1961 إلى 1964، لدراسة الستيرويد المحدد إنتاج الهرمون أثناء الطفولة والطفولة والمراهقة. [بحاجة لمصدر]

## مسارها المهني والوظيفي
في عام 1964، تم تعيين ماريا نيو رئيسة لقسم الغدد الصماء لدى طب الأطفال بعد اثبات وجودها في كلية الطب بجامعة كورنيل، وهو المنصب الذي عملت فيه ماريا وظلت تقدم فية الكثير والكثيرواستمرت فية وشغلته لمدة 40 عامًا. في عام 1978، تم اطلاق عليها استاذة هارولد وبيرسي يوريس لأمراض الغدد الصماء والتمثيل الغذائي لدى الأطفال. في عام 1980، تم تعيين ماريا نيو رئيسًا لقسم طب الأطفال في كلية الطب بجامعة كورنيل وطبيب أطفال ورئيس قسم طب الأطفال في مستشفى نيويورك المشيخي. كانت واحدة من عدد قليل من النساء في البلاد للعمل كرئيسة لقسم رئيسي وهام في كلية الطب، واستمرت فترة عملها لمدة 22 عامًا. بينما أسس رئيس مجلس الإدارة الجديد، وأدار مركز الأبحاث السريرية للأطفال المكون من 8 أسرة، وهو مركز أبحاث سريري في طب الأطفال مع أبحاث رائدة في أمراض الغدد الصماء وأمراض الدم والمناعة، وأثناء ظهورمرض الإيدز. في عام 2004، تم تعيين الدكتورة ماريا لمنصب جديد في كلية الطب جبل سيناء كأستاذ طب الأطفال وعلم الوراثة البشرية ومدير برنامج اضطرابات غدة الستيرويد الكظرية. وهي حاليا أستاذ مساعد في علم الوراثة في كلية كولومبيا للأطباء والجراحين، وعميد مشارك للأبحاث في كلية الطب هربرت ويرثيم في جامعة فلوريدا الدولية.
تعرف دكتورة ماريا نيو بانها واحدة من أهم أطباء الغدد الصماء في العالم.  تربط حياتها المهنية بالعلم السريري والأساسي القائم علي التجربة. واصلت مشوار بحثها العلمي، بما في ذلك استخدام التشخيص الوراثي الجزيئي، والتشخيص والعلاج ما قبل الولادة. على الرغم من أن علم وظائف الاعضاء فسيولوجيا الستيرويد كان مفهوما جيدًا عندما بدأت ماريا نيو حياتها العلمية، إلا أنه تم تطبيق القليل من المعرفة لفهم اضطرابات مرض الستيرويد لدى الأطفال. وضعت الأبحاث الجديدة حول آلية علم الوراثة لاضطرابات الستيرويد معايير للرعاية قبل وبعد الولادة للمرضى الذين يعانون من تضخم الغدة الكظرية الخلقي وزيادة واضحة في القشرانيات المعدنية.  
خلال فترة 43 عامًا من البحث والدراسة الطويله في مشوارها العلمي كان لها دور أيضا وهوعقدت ماريا نيو أطول منحة معاهد وطنية للصحة ممولة باستمرار بشكل مستمربدون توقف، ما يسمي «استقلاب الأندروجين في مرحلة الطفولة»، والتي دعمت البحث الذي يميز الأطياف السريرية المتنوعة للمرضى الذين يعانون من عيوب إنزيمات الستيرويد النادرة لتفادي امراض الاطفالبعد الولادة، مثل تضخم الغدة الكظرية الخلقي وما لها من ضرر كبير علي الأطفال، عواقب التمثيل الغذائي.
تركز ماريا في بحثها الذي تقوم به علي مدار سنوات ويعد هواالأساسي الحالي على دراسة اضطرابات الستيرويد الوراثي. يستمر العمل من خلال البحث في دراسة ثلاثة اضطرابات أحادية المنشأ: نقص 21-هيدروكسيلاز، ونقص 11β- هيدروكسيلاز، وزيادة واضحة في القشرات المعدنية، مع التركيزوالاخذ في الاعتبارمن ترابط النمط الجيني / النمط الظاهري حتي يمكن التوصل وتشخيص وعلاج الاجنة ما قبل الولادة لتفادي هذا المرض. وقد نشرت مايا خلال مشوارها البحثي أكثر من 640 مقالًا أكاديميًا متخصص في مجموعة واسعة من المجلات المرموقة والمعترف بها وايضانشرت كتابًا هاما يعتبر مرجعا ياخذ به في العديد من الحالات عن علم الوراثة بعنوان اضطرابات الستيرويد الوراثي في عام 2014. وقد تم تكريمها كما حصلت على العديد من الجوائز التي تعترف بعملها في علاج الأمهات والأطفال المصابين بهذا الاضطراب.

## الاكتشافات الرئيسية
في عام 1977، تم التوصل لوصف جديد لأول مرة فائض القشرانيات المعدنية الظاهر (AME) في فتاة زوني. كان فريقها أول من نشر طفرات على إنزيم ديهيدروجيناز نوع 2 هيدروكسي ستراويد 11 (مشفر بواسطة جين HSD11B2) مما تسبب في هذا الشكل المميت المحتمل لارتفاع ضغط الدم المنخفض بالرينين. افتتحت ماريا نيو مجالًا جديدًا للاحياء المستقبلة من خلال البرهنة علي عمل إنزيم 11β-HSD2 في مستقبلات القشرانيات المعدنية للنبيببات الكلوية البعيدة من انبوب صغير لاستقطاب هرمون الكورتيزول إلى الكورتيزون وبالتالي حماية المستقبل. كان هذا أول دليل على عملية التمثيل الغذائي لليجاند لتقليل عملها على تنشيط المستقبلات.
ومن الجدير بالذكر انه في عام 1979، توصلت الدكتورة ماريا الي شكلًا من أشكال نقص الستيرويد الواضح المعتدل 21-هيدروكسيلاز يسمى نقص غير هيدروكسيلاز 21 غير الكلاسيكي، والذي يتميز بأعراض فرط الأندروجينية المتنوعة التي تظهر بعد الولادة في الذكور والإناثوهذا ماكانت تسعي ماريا الي عدم حدوثة بعد الولادة وفضلت العلاج ما قبل الولادة اثناء فترة الحمل. وقد تم توثيق الانتشار الملحوظ لواحد من بين 27 يهود أشكناز من شكل معتدل خفيف من CAH بواسطة ماريا في عام 1985 وتم التكرار الجيني لهذة الطفرة هو 1 من 3 في السكان اليهود الأشكناز. أثبتت هذه الدراسات أن نقص 21-هيدروكسيلاز غير الكلاسيكي هو الاضطراب الأكثر شيوعًا بين جميع الأمراض المتنحية في جسم الإنسان المتنحي. في حين لوحظت وجود مجموعة تؤدي الي شدة تضخم الغدة الكظرية الخلقي، كانت ماريا نيو لها الفضل في هذا الاكتشاف وأول من حدد الشكل الخفيف مع طفرات جزيئية محددة.

## الجوائز والتكريمات
حصلت ماريا نيو على العديد من الأوسمة، بما في ذلك:
- جائزة IPSEN (2014) عن «عملها المتميز» في الغدد الصماء لدى الأطفال و «الإنجازات الأساسية»
- جائزة Ceppellini ، أعلى جائزة في إيطاليا لعلم الوراثة (2010)
- جائزة Judson J. Van Wyk ، جمعية الغدد الصماء لويلز ويلكنز للأطفال (2010) [15]
- جائزة فريد كونراد كوخ، جمعية الغدد الصماء (2003)، [16] أعلى جائزة من جمعية الغدد الصماء الأمريكية
- برنامج مراكز البحوث السريرية العامة الجائزة السنوية الحادية عشرة للتميز في البحث السريري (1999)
- جائزة MERIT ، المعهد الوطني لصحة الطفل والتنمية البشرية (1998) [17]
- جائزة المحقق السريري رون بولنك رورير، جمعية الغدد الصماء (1995) [18]
- وسام ديل، جمعية الغدد الصماء (1995) [19]
- جائزة روبرت إتش ويليامز للقيادة المتميزة، جمعية الغدد الصماء (1988)، [20] وهي أعلى جائزة من جمعية الغدد الصماء البريطانية
- حائزة على جائزة بارنارد المئوية: «100 امرأة بارزة في نيويورك»
- جائزة جامعة بنسلفانيا للدراسات العليا المتميزة [21]
- مدير برنامج التدريب الغدد الصماء لدى الأطفال، ACGME
- محاضرة سانت جيم، كلية الطب بجامعة كولورادو (2010) [22]
- رئيس جمعية الغدد الصماء (1992)
- رئيس جمعية لوسون ويلكنز للغدد الصماء لدى الأطفال (1985) [23]
- عضو فخري في جمعية الغدد الصماء (2005)
- عضو فخري في جمعية الغدد الصماء الإيطالية
- عضو مجلس رئيس نساء كورنيل
- ألفا أوميغا ألفا، كلية الطب بجامعة بنسلفانيا
- جمعية ممارس نيويورك، أقدم جمعية طبية في الولايات المتحدة الأمريكية (معظمهم حائزون على جائزة نوبل وأعضاء في الأكاديمية الوطنية للعلوم)
- شهادة فخرية، كلية الطب في تورين
- درجة فخرية في الطب (Laurea Honoris Causa)، جامعة روما

ماريا استمرت في العمل والبحث حتي صبحت عضوة نشطة في مجلس الصحة العامة لولاية نيويورك وهو منصب هام، وليس فقط ذلك بل أيضا أصبحت عضوة في المجلس الاستشاري للسياسة الصحية العامة، عضوة في المجلس القومي للبحوث والموارد الاستشارية للمعهد الوطني لصحة الطفل والتنمية البشرية، واللجنة الاستشارية الوطنية لروبرت وود جونسون للأقليات الطبية برنامج تطوير أعضاء هيئة التدريس، بالضافة الي دورها في فرقة العمل المعنية بالعنف في مرحلة الطفولة، وصندوق الهبات الرائد في كولومبيا البريطانية. كما أنها تعمل كمستشارة لبرنامج فحص الأطفال حديثي الولادة بولاية نيويوركبعد ما توصلت اليه في بحثها ودراستها ولجنة الغدد الصماء والأدوية الإستشارية لإدارة الغذاء والدواء، وكانت رئيسة جمعية الغدد الصماء في عام 1992، وكانت رئيسة تحرير مجلة The Journal of الغدد الصماء والتمثيل الغذائي السريري لأكثر من ست سنوات. في عام 2006، حصلت على جائزة ألان مونك من كلية الطب دارتموث. انتُخبت ماريا نيو في قاعة الشرف التابعة للمعاهد الوطنية للصحة، وحصلت على جائزة الاستحقاق، وعملت كمحرر لأكثر من 15 مجلة وكتبًا طبية رائدة. تلقت ماريا منحتين من مؤسسة جينيسيس بنيويورك لدراسة الاضطرابات الوراثية لجمعية New اليهودية. بصفتها إيطالية أمريكية، تم انتخاب ماريا لجمعية الغدد الصماء الإيطالية.
في عام 1996، وقع الاختيار علي ماريا نيو لتشغل منصب هاما اخر يضاف الي انجازاتها وهوتم انتخاب ماريا للأكاديمية الوطنية للعلوم، وهو يتم اختيار واحد فقط من طبيبي أطفال فقط ليكونا أعضاء في الأكاديمية.

## الانتقادات
وفي وقت من الوقات حدثت مشكله اثرت علي الدكتورة ماريا وأثيرت قضايا أخلاقية أو غير شريفة حول البحث الهام الذي توصلت له ماريا نيوبعد سنوات البحث الطويلة. على وجه التحديد، تم التساؤل والشكيك في بعض الامور التي تمثل عامل الامان علي من تم إجراء الابحاث السريرية عليهم وعما إذا كانت النساء الحوامل اللواتي يخضعن للعلاج من الآثار المحتملة لتضخم الغدة الكظرية الخلقي على أطفالهن وهم اجنة داخل بطون امهاتهم الذين لم يولدوا بعد قد تم إبلاغهم بشكل رسمي وواضح وصحيحواخذ كل الاشروط منهم لاجراء هذة الابحاث عليهم وفيما يتعلق بالعلاجات التي تم إعطاؤها لهم.  في سبتمبر 2010، لم تجد إدارة الغذاء والدواء الأمريكية أي شيء يستحق المتابعة. في مقال عام 2012، تابعت أليس دارجر القضايا المعنية. هناك حاجة إلى مزيد من البحث والدراسات طويلة الأجل لتحديد إرشادات الاستخدام الصحيحة.